# Волкова, Елена Юрьевна
Елена Юрьевна Волкова (27 мая 1968) — советская и российская пловчиха, специализировавшаяся в плавании брассом. Чемпионка мира 1991 года на дистанции 200 метров брассом. Заслуженный мастер спорта СССР (1991). Заслуженный тренер России (2017).

## Биография
Участница летних Олимпийских игр 1988 и 1992 года.
Тренер ― Марина Амирова. В настоящее время работает старшим тренером спортшколы «Радуга» в г. Санкт-Петербурге.
Замужем за Геннадием Пригодой, четырёхкратным призёром Олимпийских игр. Их сын, Кирилл Пригода, также занимается плаванием и является многократным чемпионом мира на «короткой воде».